# Sidodadi Ramunia
Sidodadi Ramunia is een bestuurslaag in het regentschap Deli Serdang van de provincie Noord-Sumatra, Indonesië. Sidodadi Ramunia telt 12.503 inwoners (volkstelling 2010).